# Sayaka Akimoto
Sayaka Akimoto (秋元 才加 Akimoto Sayaka?,  Matsudo, Prefectura de Chiba, 26 de julio de 1988) es una Idol, cantante y actriz japonesa. Es conocida por haber sido miembro del grupo femenino AKB48, donde fue capitana del Equipo K antes de ser transferida a Diva, una subunidad de AKB48.

## Biografía

### Primeros años
Akimoto nació el 26 de julio de 1988 en la ciudad de Matsudo, Chiba, hija de padre japonés y madre filipina. Desde una edad muy temprana deseaba convertirse en una celebridad, por lo que asistió a diversas audiciones durante sus años de escuela secundaria. El 26 de febrero de 2006, Akimoto se convirtió en miembro aprendiz del grupo AKB48 tras aprobar la segunda audición.

### 2006-2013: AKB48

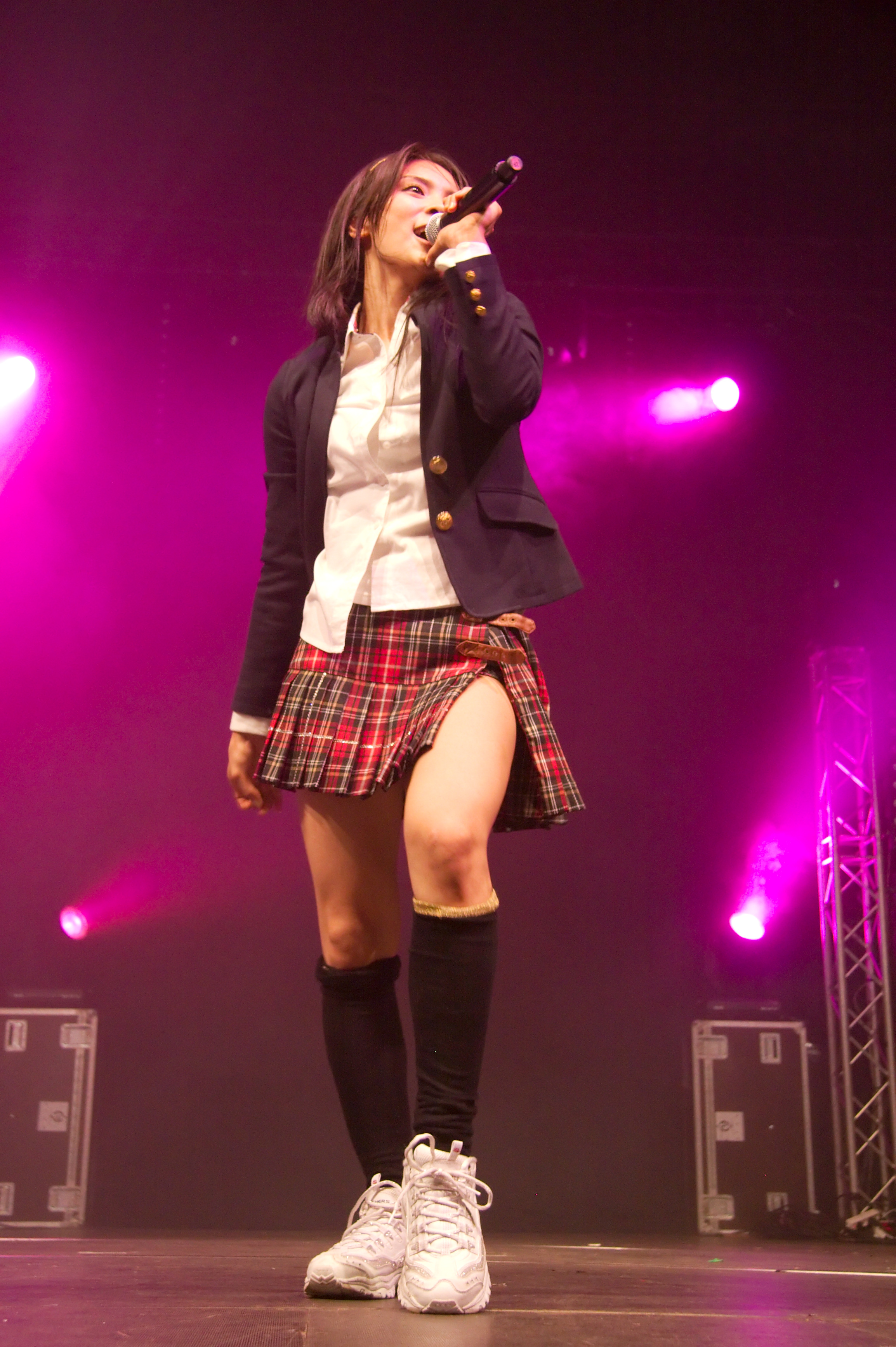
Akimoto en una presentación de AKB48.

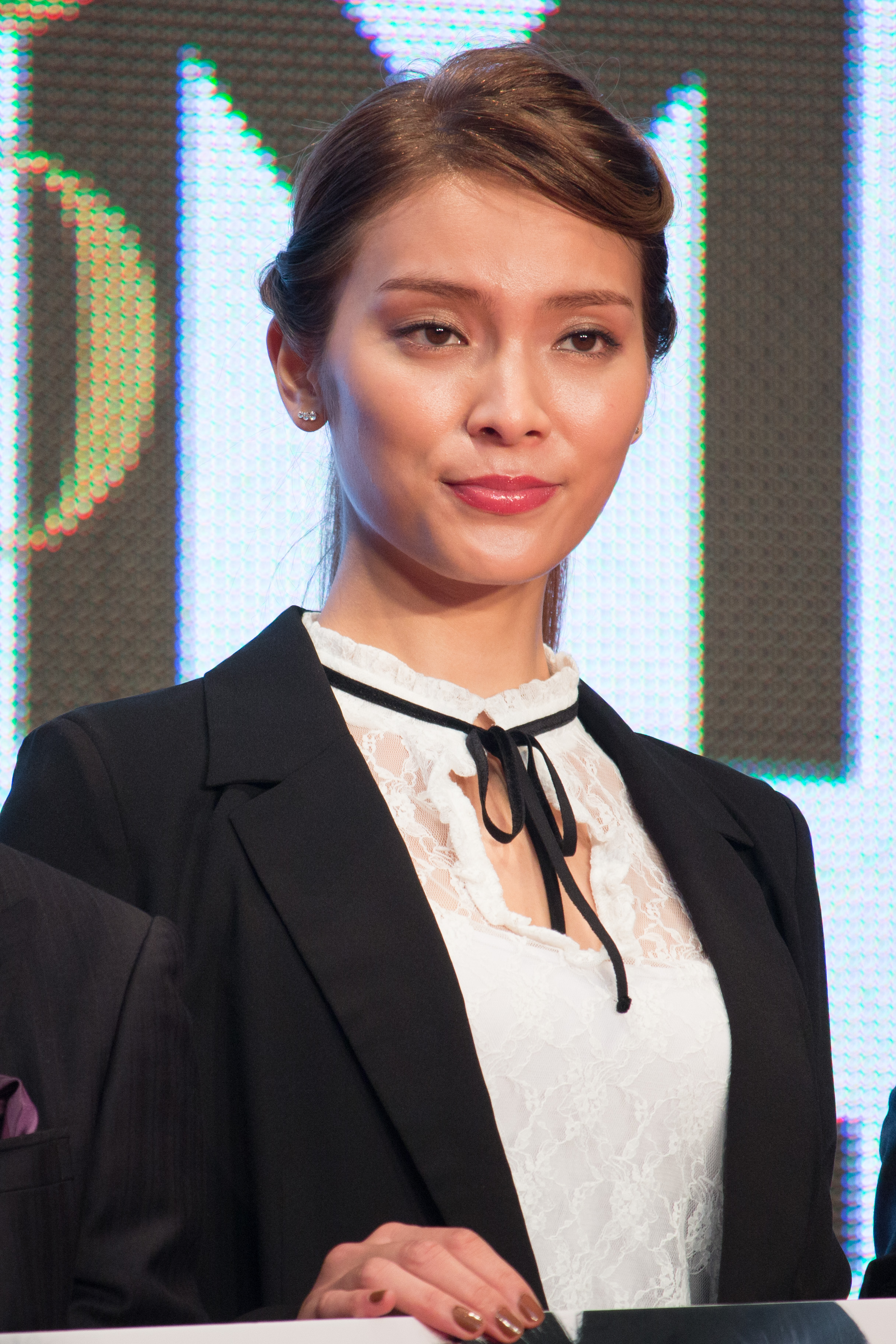
Akimoto en el Festival Internacional de Cine de Tokio de 2015.

Akimoto comenzó su carrera en AKB48 como una de los miembros de la segunda generación, el Equipo K. El 23 de agosto de 2009, durante el último día del concierto Budokan, Akimoto se convirtió oficialmente en la capitana del Equipo K, sin embargo, renunció a su puesto después de estar envuelta en un escándalo sexual con un hombre mayor en 2010, que luego resultaría ser falso. En 2011 y, tras completar el Maratón de Tokio, Akimoto recuperó su título. El 24 de agosto de 2012, Akimoto fue reemplazada por Yūko Ōshima como capitana del Equipo K durante el Tokyo Dome~1830m no Yume~. 
Desde entonces ha estado involucrada en Diva, una subunidad de AKB48 bajo el auspicio de Avex Trax, y de 2010 a 2012 fue invitada regular en el popular programa de televisión Waratte Iitomo. Akimoto también fue una de los miembros que aparecieron en la serie de anime de AKB48 junto con Minami Takahashi, Yūko Ōshima, Tomomi Itano y Atsuko Maeda, entre otros.
El 7 de abril de 2013, Akimoto anunció en su blog oficial que no participaría en las elecciones generales de 2013 de AKB48, y que se graduaría del grupo para poder centrarse en la actuación. Su ceremonia de graduación se llevó a cabo el 22 de agosto en el Tokyo Dome, y su actuación final se realizó el 28 de agosto en el teatro de AKB48, evento que fue transmitido en vivo por Nico Nico Namahousou.

### Carrera como solista
En 2014, Akimoto junto con los demás miembros de Diva lanzaron su sencillo final, Discovery, un álbum y una gira antes de la disolución del grupo. Akimoto compuso y cantó Little Witch, que fue la canción temática del 2014 Spring Campaign de NHK. 
Tras su salida AKB48, ha protagonizado algunas películas y aparecido en diversas series. También tiene un papel recurrente como Bikuu en Garo, que dio lugar a un spin-off en forma de película en 2015. Cantó el tema de la película "Sengetsu ~ Hikari a Yami no Soba de ~". Akimoto fue coanfitriona de Team Japan en el reality show Show Ultimate Beastmaster, que se estrenó en Netflix el 24 de febrero de 2017.

## Filmografía

### Películas
| Año  | Título                  | Papel          |
| ---- | ----------------------- | -------------- |
| 2007 | Densen Uta              | Matsuda Shuri  |
| 2009 | Super Gore Girl         | Takashi Yukie  |
| 2009 | High Kick Girl!         | Rika           |
| 2012 | Ultraman Saga           | Ozaki Anna     |
| 2014 | Tokyo Slaves            | Arakawa Eia    |
| 2015 | BIKUU                   | Biku           |
| 2015 | Mango to Akai Kurumaisu | Miyasono Ayaka |
| 2015 | Galaxy Turnpike         | Manmo          |

### Dramas
| Año  | Título                                                                 | Papel            |
| ---- | ---------------------------------------------------------------------- | ---------------- |
| 2008 | Tadashii Ouji no Tsukuri Kata                                          | Kiryu Natsuki    |
| 2008 | Ecogainder Mudana-sama                                                 |                  |
| 2010 | Salary Man Kintaro 2                                                   | Torii Madoka     |
| 2010 | Arienai!                                                               | Aihara Kaori     |
| 2010 | Majisuka Gakuen                                                        | Chokoku          |
| 2011 | Majisuka Gakuen 2                                                      | Chokoku          |
| 2011 | Kudo Shinichi e no Chosenjo                                            | Suzuki Sonoko    |
| 2012 | Asadora Satsujin Jiken                                                 | Niimi Miho       |
| 2012 | Taiga Drama Daisakusen                                                 | Niimi Miho       |
| 2013 | Hosou Hakubutsukan Kikiippatsu                                         | Niimi Miho       |
| 2013 | Discover Dead                                                          | Sirena           |
| 2014 | Garo: Makai no Hana                                                    | Biku             |
| 2014 | Oyaji no Senaka                                                        | Ueda             |
| 2014 | Senkan Yamato no Curry Rice                                            | Kureha Saori     |
| 2015 | Orange: 1.17 Inochigake de Tatakatta Shoboshi no Tamashi no Monogatari | Yukimura Hana    |
| 2015 | Kouncho Kohiya Koyomi                                                  |                  |
| 2015 | Wakaretara Sukina Hito                                                 | Kihara Megumi    |
| 2016 | Gūddo Mōningu Kōru                                                     | Yukari           |
| 2016 | Sumika Sumire                                                          | Chiaki Yoshinogo |

### Teatro
| Año  | Título          | Papel            |
| ---- | --------------- | ---------------- |
| 2008 | Oishii Timing   |                  |
| 2010 | Space Wars      |                  |
| 2010 | Act Izumi Kyoka | Tomohime         |
| 2012 | Roman Holiday   | Ann Princess     |
| 2014 | Kokumin no Eiga | Elsa Veesenmayer |